# Čovjek u smeđem odijelu
Čovjek u smeđem odijelu (izdan 1924.) je kriminalistički roman "kraljice krimića".

## Radnja
Roman prati avanture Anne Beddingfield koja se upliće u krađu dijamanata, političke intrige u egzotičnoj južnoj Africi.